# La lezione del Maestro
La lezione del Maestro (The Lesson of the Master) è un racconto di Henry James pubblicato a puntate in una rivista letteraria nel 1888, revisionato e stampato in volume nel 1892, revisionato e pubblicato nella versione definitiva nel 1909.
Secondo Gabriele Pedullà, «Ci sono fondati motivi per pensare che La lezione del Maestro sia il più perfetto dei romanzi brevi di Henry James».

## Trama
Un giovane scrittore, Paul Overt, invitato dal generale Fancourt nella sua residenza di campagna a Summersoft, nei pressi di Londra, conosce Henry St George, un famoso romanziere ammirato da Overt fino alla devozione. A Summersoft, Overt conosce anche Marian Fancourt, la giovane figlia del padrone di casa, la quale è un'ammiratrice sia di St George che di Overt. Paul Overt si innamora di Marian, la quale sembra ricambiare i suoi sentimenti, e confida la sua infatuazione a St George. Tuttavia St George, che è sposato ed è accompagnato a Summersoft dalla moglie, ammonisce Overt sui pericoli del matrimonio, sostenendo che una moglie e dei figli possono metter fine alla creatività di uno scrittore. Convinto da St George, Overt parte per una lunga vacanza in Svizzera. Quando ritorna in Inghilterra, Overt apprende che la moglie di St George è morta e che Marian Fancourt sta per diventare la seconda moglie dell'anziano scrittore. Overt affronta St George e lo accusa di averlo ingannato per allontanarlo da Marian Fancourt; ma St George insiste nell'affermare che, avendogli impedito di sposare Marian, ha salvato la carriera artistica di Overt.

## Genesi dell'opera
Il racconto fu composto nei primi mesi del 1888 e pubblicato in due puntate nel mensile letterario Universal Review di New York nei numeri del 16 luglio e del 15 agosto 1888. L'idea nacque in Henry James dopo una conversazione col giornalista suo amico  Theodore Child sulle conseguenze del matrimonio. Alla data del 5 gennaio 1888, nei taccuini (Notebooks) utilizzati dallo scrittore per registrare le prime idee sulle sue opere, James scrive infatti che Child attribuiva la scarsa qualità letteraria di una recente opera di Daudet al fatto che quest'autore aveva moglie e figli ed era quindi obbligato a produrre indiscriminatamente a buon mercato.
Il racconto fu revisionato e stampato in volume nel 1892, subì una revisione più profonda e venne pubblicato da James nella cosiddetta "New York Edition" delle sue opere, ossia nella riedizione delle proprie opere complete. In questa occasione James afferma di non aver avuto dei modelli reali per le figure di Paul Overt e di Henry St George.

## Edizioni
- «The Lesson of the Master», Universal Review del 16 luglio e del 15 agosto 1888
- Henry James, The Lesson of the Master (contiene: The Lesson of the Master; The Marriages, The Pupil, Brooksmith, The Solution, Sir Edmund Orme), London and New York: MacMillan, 1892
- The Lesson of the Master, The Death of the Lion, The Next Time, The Figure in the Carpet, The Coxon Fund, New York: Scribner, 1909 (The Novels and Tales of Henry James, New York Edition, vol. XV)
- La lezione del Maestro, traduzione di Piero Pignata, Vercelli: Le Masche, 1983, ISBN 88-85652-03-4
- La lezione del maestro, Latina: L'Argonauta, 1988
- La lezione del maestro, traduzione condotta sul testo della New York Edition (1909) a cura di Stefano Lorenzin, Alphaville Edizioni Digitali, 2010, ASIN B005WV2S8E, ISBN 978-88-971-4002-3
- La lezione del maestro, traduzione di Maurizio Ascari, Collezione Piccola Biblioteca Adelphi, Milano: Adelphi, 2016, ISBN 978-88-459-2911-3.